# Perth Institute of Contemporary Arts
Het Perth Institute of Contemporary Arts (PICA) is een instituut voor hedendaagse kunst in de West-Australische hoofdstad Perth.

## Geschiedenis
In de jaren 1970 ontstonden in Australië 'alternatieve plaatsen' waar kritische en provocatieve dingen werd uitgeprobeerd. Daaruit ontstond Praxis dat tentoonstellingen, publicaties en speciale projecten met beeldende kunsten organiseerde. Een vijftiental jaar later, meer bepaald in 1989, ontstond het PICA. Het werd deels vanuit Perths Praxis opgericht en slokte het later op.
De directeuren van het instituut:
- Noel Sheridan 1989 - 1993
- Sarah Miller 1993 - 2006
- Amy Barrett-Lennard 2006 - heden

## Huisvesting
Het PICA huist in een voormalig schoolgebouw van de 'Perth Central School' in het hart van het Perth Cultural Centre.
Het schoolgebouw dateert van 1897. Op 7 maart 1978 werd het gebouw door de National Trust als erfgoed geclassificeerd. Op 21 oktober 1980 werd het in het Australische 'Register of National Estate' opgenomen. Sinds 24 maart 2000 staat het gebouw op het West-Australische 'State Register of Heritage Places'.
De officiële intrek van PICA in het gebouw vond plaats op 8 november 1991.

## Beschrijving
Het PICA is een instituut voor hedendaagse kunst. Het biedt een plaats waar Australische en internationale beeldende, performance en interdisciplinaire kunsten kunnen worden vertoond. Er wordt eveneens ondersteuning voor het produceren van hedendaagse kunst geboden.
Het PICA is lid van 'Contemporary Art Organisations Australia' (CAOA).